# Onder de Boompjes 8
Het woonhuis Onder de Boompjes 8 is een 17e-eeuws woonhuis aan de straat Onder de Boompjes in de binnenstad van de Noord-Hollandse plaats Hoorn. Het pand is het laatste in Hoorn met een pothuis. Aan het einde van het Grote Oost, op de hoeken met de Zon en de Slapershaven staan er twee tegenover elkaar, maar dat betreft houten pothuisachtige uitbouwen. Een van de twee is een uitbouw van een van de Bossuhuizen.

## Geschiedenis
Het pand werd in de 17e eeuw gebouwd aan de in 1602 gegraven Turfhaven. Over de vroege geschiedenis van het pand is niets met zekerheid te stellen. Waarschijnlijk werd rond 1800 de topgevel gesloopt, waardoor het pand nu een lijstgevel heeft. Het pand bleef tot 1919 in particuliere handen en werd tussen 1800 en 1919 vrijwel niet door de eigenaars bewoond. Zij hadden het in eigendom als huurwoning, belegging of het stond enige tijd leeg. Alleen tussen 1837 en 1846 werd het bewoond door de eigenaar en de laatste twee jaar door zijn weduwe.
In 1884 liet Cornelia Blauw het pand overschrijven op naam van haar dochter, echter in 1903 tekende de gemeente Hoorn toch Cornelia op als eigenaar. De woning was opgedeeld in twee appartementen waar apart een man en een vrouw woonden. Al het water, inclusief dat van een privaat in het pothuis, dat in de appartementen gebruikt werd, werd op de gracht geloosd.

### Eigendom van Oud Hoorn
Op 4 maart 1919 kwam het woonhuis in bezit van Stichting Monumenten Oud Hoorn. Hiermee werd het het tweede woonhuis in eigendom van de vereniging. De vereniging kocht het pand voor ƒ 1.200, terwijl toenmalig eigenaresse Grietje Blauw ƒ 2.000 wilde hebben. De vereniging vreesde dat het verbouwd zou worden tot pakhuis, waarbij de luifel en het pothuis gesloopt zouden kunnen worden. Oud Hoorn had eerst Vereniging Hendrick de Keyser gevraagd om het pand te kopen, maar zij hadden geen interesse. Oud Hoorn deelde de woning op in tweeën, waardoor er een beneden- en een bovenwoning ontstonden. In 1923 werd de bovenwoning ontruimd, omdat de gemeente eerder het splitsen van woningen had verboden. Dat jaar werden ook de luifel en het pothuis gerestaureerd. Na 1925 volgden er kleine verbouwingen, waaronder het wijzigen van de goten, het vernieuwen van de schoorsteen en er kwamen in 1929 ook een WC en waterleidingen.
In 1975 volgde er een verbouwing waarbij het pand geschikt werd voor bewoning door twee alleenstaanden. De verhuur van de twee woningen verliep tot 1982 via een andere stichting. Vanaf 1984 wordt het pand als één enkele woning verhuurd. Omdat er dat jaar ook een tuin bij de woning is gekocht, werden er in de achtergevel tuindeuren geplaatst.

## Exterieur
De voorgevel is, door de plaatsing van het pothuis, asymmetrisch in opzet. Het pothuis staat aan de rechterzijde en is links aan de straatzijde van een deurtje voorzien. Tegen het linker geveltje van het pothuis is een zitje geplaatst. Links van het zitje bevindt zich de voordeur. Rechts van de voordeuren en boven het dak van het pothuis een achtruitsvenster. Boven het geheel hangt een houten luifel.
Op de eerste verdieping zijn drie gekoppelde vensters geplaatst. Deze vensters bevinden zich niet in het midden van de gevel, maar iets naar links en daardoor recht boven de voordeur en het venster op de begane grond. De luifel is aan het houtwerk opgehangen. Boven het venster bevindt zich een houten puibalk.

## Interieur
De begane grond bevat de keuken, eetkamer en badkamer. Binnendoor is ook het pothuis te bereiken, welke twee treden lager ligt. De woonkamer is op de eerste verdieping en de enige slaapkamer op de tweede verdieping.
De twee trappen tussen de verdiepingen zijn nog origineel en daardoor smaller dan moderne trappen. Op de zolder is de schoorsteen gedeeltelijk toegankelijk gemaakt middels een luikje, zodat hier voedsel gerookt kan worden.